# Lonchocarpus morenoi
Lonchocarpus morenoi är en ärtväxtart som beskrevs av Mario Sousa. Lonchocarpus morenoi ingår i släktet Lonchocarpus och familjen ärtväxter. Inga underarter finns listade i Catalogue of Life.